# Thierry de Limburg Stirum
Le comte Thierry Marie Joseph de Limburg Stirum, né à Anvers le 11 avril 1827 et mort à Bruxelles le 6 mars 1911, est un historien et homme politique belge.
- Conseiller communal de Rumbeke (1870-1904)
- Sénateur pour l'arrondissement d'Ostende (1878-1911)

## Famille
Thierry de Limburg Stirum est le fils du comte Willem Bernard de Limburg Stirum, premier membre de la Maison de Limburg Stirum à s'être établi en Belgique, et d'Albertine de Pret Roose de Calesberg. 
Thierry épousa à Gand (Belgique) le 29 juillet 1856 la comtesse Marie Thérèse de Thiennes, Leyenburg et de Rumbeke (née le 9 août 1828 à Gand, décédée à Bruxelles le 24 mars 1909). Il hérita des nombreuses possessions de sa mère et de sa femme (les propriétés de Wemmel, Huldenberg, Anzegem, Rumbeke, etc.). 
Thierry eut comme descendance:
- Marguerite, religieuse, née à Gand le 17 mars 1862, décédée à Bruxelles le 11 septembre 1950
- Henri de Limburg Stirum, né à Gand le 15 février 1864, décédé en son château de Rumbeke le 1er février 1953 ; il épousa à Bruxelles en 1895 Julienne baronne Snoy (1872-1950)
- Louise, née à Gand le 10 juin 1866, décédée à Anzegem le 10 janvier 1948
- Evrard de Limburg Stirum, né à Gand le 29 octobre 1868, décédé à Liège le 8 mai 1938; il épousa à Bruxelles le 20 mai 1902 Louise baronne Gericke d'Herwijnen (1881-1969) (Postérité dont un petit-fils : Evrard de Limburg Stirum).

## Sources
- Le Parlement belge, 1831-1894, p. 196.
- P. van Molle, Het Belgish parlement, p. 89.